# Charity Bryant
Pour les articles homonymes, voir Bryant.
Charity Bryant (22 mai 1777 - 6 octobre 1851) est une propriétaire d’entreprise et écrivaine américaine, écrivant de la poésie acrostique. Comme il existe de nombreux documents sur la vie de Bryant et de sa partenaire, Sylvia Drake (31 octobre 1784 - 13 février 1868), leurs journaux personnels, lettres et documents professionnels sont devenus une partie importante des archives documentant l'histoire des couples de même sexe.

## Biographie
Charity Bryant est née le 22 mai 1777 à North Bridgewater, dans le Massachusetts de Silence (née Howard) et Phillip Bryant. Sa mère meurt de la tuberculose peu de temps après sa naissance. Elle est la sœur de Peter Bryant (12 août 1767 - 20 mars 1820), médecin et plus tard législateur de l’État, et la tante du célèbre poète romantique William Cullen Bryant. Elle est également une descendante de Francis Cooke (en) par son père. En tant que benjamine d'au moins dix enfants survivants (y compris un frère aîné, Oliver, qui s'enrôle dans la milice du Massachusetts et meurt en août 1776), Bryant est souvent traitée avec « une indulgence affectueuse » par ses frères et sœurs plus âgés, qui lui inculque également un amour pour la poésie qui la suivra tout au long de sa vie.
Bryant commence à travailler comme enseignante en 1797 à Dartmouth, dans le Massachusetts ce qui lui permet de vivre de manière indépendante de son père et de sa belle-mère, de gagner sa vie tout en protégeant sa réputation. Au cours de cette période, elle noue des relations intimes avec plusieurs de ses collègues professeures notamment Lydia Richards, avec laquelle Bryant échange plusieurs poèmes contenant des images quelque peu érotiques.
En 1807, elle rend visite à une amie, Polly Hayward, à Weybridge, dans le Vermont, où elle est présentée à la sœur de Polly, Sylvia Drake. Les deux femmes deviennent rapidement partenaires et travaillent ensemble dans une entreprise de couture sur laquelle qu'elles gèrent depuis leur maison. Leur communauté, y compris leurs parents, les acceptent en tant que couple marié,,.
Drake parle de leur relation dans ses journaux intimes :

« Mardi 3 [juillet] —31 ans depuis que j'ai quitté la maison de ma mère et commencé à servir en compagnie de la chère Mlle B. Sin, toute félicité terrestre et aucun pécheur commun ne l'ont été, mais Dieu m'a épargné la vie, il m'a tout donné J'apprécierais et maintenant j'ai un espace, si je l'améliore, pour exercer la vraie pénitence. »

Le neveu de Bryant, William Cullen Bryant, décrit également leur relation en utilisant un langage qui souligne sa profondeur :

« Si on me permettait de dessiner le voile de la vie privée, je vous raconterais brièvement l'histoire singulière et intéressante de deux jeunes filles qui habitent dans cette vallée. Je vous dirais comment, dans leur jeunesse, ils se sont considérés comme des compagnons pour la vie et comment cette union, non moins sacrée pour eux que le lien du mariage, a subsisté, dans une harmonie ininterrompue, pendant plus de quarante ans. »

Les deux femmes sont des membres éminentes de leur communauté et leur relation est traitée de la même manière que tout mariage standard entre un homme et une femme : selon William Cullen Bryant, Bryant est comme le « mari » et Drake était sa « femme de prédilection ». Dans les documents fiscaux et les recensements, Bryant est toujours désignée comme la cheffe du ménage.
Bryant souffre de problèmes de santé depuis son enfance, problèmes qui continuent à l'âge adulte. À l'été 1839, elle contracte une maladie cardiaque qui la tue finalement le 6 octobre 1851. Dans son testament, Bryant lègue leur maison commune à Drake qui y vit jusqu'en 1859.
Bryant et Drake sont enterrées ensemble sous une pierre tombale commune au cimetière de Weybridge Hill, dans le comté d'Addison, dans le Vermont.